# Stambolov Crag
Der Stambolov Crag (englisch; bulgarisch Стамболов връх Stambolow wrach) ist ein 820 m hoher Berg auf der Livingston-Insel im Archipel der Südlichen Shetlandinseln. Im Friesland Ridge der Tangra Mountains ragt er 1,75 km westlich des Simeon Peak und 4,4 km südsüdöstlich des Willan-Nunatak auf. Besonders markant ist sein unverschneiter Westhang. Der Huntress-Gletscher liegt nordwestlich von ihm, der Ruen-Eisfall südlich.
Die bulgarische Kommission für Antarktische Geographische Namen benannte den Berg 2002 nach dem bulgarischen Politiker Stefan Stambolow (1854–1895).